# Ефект Сільвії Плат

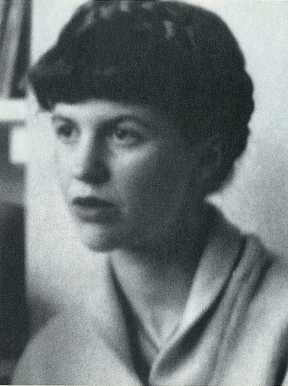
Сільвія Плат

Ефект Сільвії Плат — запропонована в 2001 році психологом Джеймсом С. Кауфманом назва закономірності, відповідно до якої з усіх представників творчих професій поетеси в найбільшій мірі схильні до психічних розладів. Назва пов'язана з ім'ям видатної американської поетеси Сільвії Плат, яка покінчила життя самогубством в 1963 році, у віці 30 років. Серед інших видатних поетес, які мали психічні розлади, — зокрема, Емілі Дікінсон та Сара Тісдейл.
Кауфман провів два дослідження. У першому аналізувалися дані 1629 письменників — і було встановлено, що поетеси схильні до психічних захворювань в більшій мірі, ніж письменниці і автори-чоловіки. У другому досліджувалися дані 520 видатних жінок (представниць літератури, інших видів мистецтва, політики) — і було встановлено, що поетеси більш схильні до психічних захворювань, ніж письменниці, актриси, художниці і жінки-політики. Робота Кауфмана була інспірована поруч більш ранніх досліджень з подібними результатами — зокрема, роботами Арнольда Людвіга.
Сам Кауфман написав редакційну статтю для журналу European's Journal of Psychology класифікуючи свій нарис як неточний і заявив: «Коли я дорослішав і вивчав більше аспектів творчості, я був менш захоплений спадщиною ефекту Сільвії Плат […] Я навів кілька аргументів проти важливості моєї роботи».
Хвороба та самогубство Плат породили багато статей у наукових журналах, але майже всі вони були зосереджені на питаннях психодинамічного пояснення та не мали успіху в безпосередньому розгляді клінічної історії та діагнозу. Безсумнівно, була широко поширена думка, що вона була типовим біполярним розладом.
Хоча багато досліджень (наприклад, Andreasen, 1987; Jamison, 1989; Ludwig, 1995) продемонстрували, що творчі письменники схильні до психічних захворювань, цей зв'язок не досліджувався глибоко.

## Сільвія Плат і її смерть
Після кількох спроб самогубства Джон Гордер (її близький друг) відчув, що Плат ризикує отримати подальшу шкоду, і призначив їй антидепресанти за кілька днів до того, як Плат покінчила з собою. Він також відвідував її щодня і робив багато спроб, щоб її госпіталізували. На її відмову він домовився про проживання медсестри.
Деякі критики стверджували, що оскільки антидепресанти зазвичай починають діяти протягом трьох тижнів, її рецепт від Хордера міг не допомогти. Інші кажуть, що американський лікар Плат попереджав її більше ніколи не приймати антидепресант, призначений Хордером, оскільки було виявлено, що він погіршує її депресію, але він нібито прописав його під запатентованою назвою, яку вона не впізнала.
11 лютого 1963 року Плат була знайдена мертвою від отруєння чадним газом на своїй кухні після того, як поклала голову в піч. Вона загородила кімнати між кухнею та сплячими дітьми мокрими рушниками та ганчірками.

## Статеві відмінності
У західних суспільствах, дослідження показали, що жінки мають більш високий рівень психічних захворювань, ніж чоловіки. З раннього підліткового віку до зрілого віку, жінки в два рази частіше, ніж чоловіки, відчувають депресію. Крім того, було показано, в деяких дослідженнях, жінки які перебували у шлюбі частіше страждають від захворювань, таких як депресія, ніж самотні жінки. У зв'язку з впливом запропонованої Кауфманом, слід зазначити, що Сільвія Плат була одружена в момент її самогубства.

## Критика
Захворювання та самогубство Плат породили безліч статей в наукових журналах, але майже всі вони були зосереджені на питаннях психодинамічного пояснення й не увінчалися успіхом в роботі безпосередньо з клінічною історією та діагностикою. З передчасної смерті в ролі суворого цензора, можна припустити, що, в якийсь момент, якщо б вона жила довше, вона могла б дійти до маніакального психозу. Беззаперечним є факт, й широко розповсюджена теза, що у неї був типовий маніакально-депресивний психоз..